# Emilio Caizzo
Emilio Caizzo (Castelmezzano, 15 aprile 1920 – Tobruch, 16 maggio 1941) è stato un militare italiano insignito della medaglia d'oro al valor militare alla memoria nel corso della seconda guerra mondiale.

## Biografia
Nacque a Castelmezzano, provincia di Potenza, il 15 aprile 1920, figlio di Domenico e Rosa Beneventi.
All'età di diciotto anni si arruolò volontario nel Regio Esercito, venendo assegnato al 3º Reggimento fanteria carristi in Bologna come aspirante meccanico aggiustatore. Ammalatosi, fu prosciolto dalla ferma volontaria e, richiamato alle armi il 1º febbraio 1940, fu assegnato alla Compagnia Trasmettitori del 21º Reggimento Genio. Un mese dopo chiese di partire per la Libia ed imbarcatosi a Napoli sbarcò il 5 marzo a Bengasi, da dove però dovette rientrare in Italia per malattia per tre mesi in convalescenza. 
Trasferito il 10 settembre al 12º Reggimento Genio venne a sapere che si cercavano volontari per la Scuola Guastatori di Civitavecchia, ed ottenne di esservi ammesso per frequentare il 2º Corso, iniziato nell’ottobre 1940. Superate le numerose prove e conseguito il brevetto venne assegnato alla 3ª Compagnia “Folgore” ed il 14 gennaio 1941 sbarcò nuovamente in Libia entrando a far parte del XXXII Battaglione Guastatori dove svolse un intenso periodo di addestramento. Il 7 aprile 1941 rimase ferito ad una gamba per l'esplosione di una carica di tritolo. Nel maggio successivo il suo reparto fu impiegato sul fronte di Tobruch, in una missione che aveva come obiettivo la conquista di una postazione nemica. Pur ancora convalescente prese parte all'azione dove rimase ferito diverse volte ma riuscì a piazzare una carica esplosiva sull'obiettivo prima di cadere ucciso alle 0:45 del 16 maggio. Fu successivamente decorato con la medaglia d'oro al valor militare alla memoria.